# Numismatic Circular
La Numismatic Circular è stato un periodico internazionale pubblicato dal dicembre 1892 fino al gennaio 2014 da Spink un'azienda attiva nel commercio numismatico, fondata nel 1666.
Inizialmente diratta da Leonard Forrer, era pubblicata mensilmente e offriva ai collezionisti listini a prezzo fisso di monete, medaglie (sia commemorative che militari), gettoni banconote. Oltre ai cataloghi la rivista presentava articoli di interesse numismatico, compresi i risultati di aste e ampi studi sulla numismatica antica, britannica e mondiale.
Nonostante la sua interruzione nel formato cartaceo nel gennaio 2014, è stata la pubblicazione di questo tipo esistente da più tempo.
Nel febbraio 2020, Spink ha annunciato che la Numismatic Circular sarà ripubblicata solo nel formato online.